# Forum mondial de la langue française

Le logo du premier forum mondial de la langue française tenu à Québec en 2012.

Le Forum mondial de la langue française est un rassemblement international des artisans, des créateurs et des promoteurs de la langue française. Relevant de l'Organisation internationale de la francophonie, le Forum a pour objectif d'échanger et de réfléchir sur les enjeux relatifs à la place et à l’avenir du français.

## Description

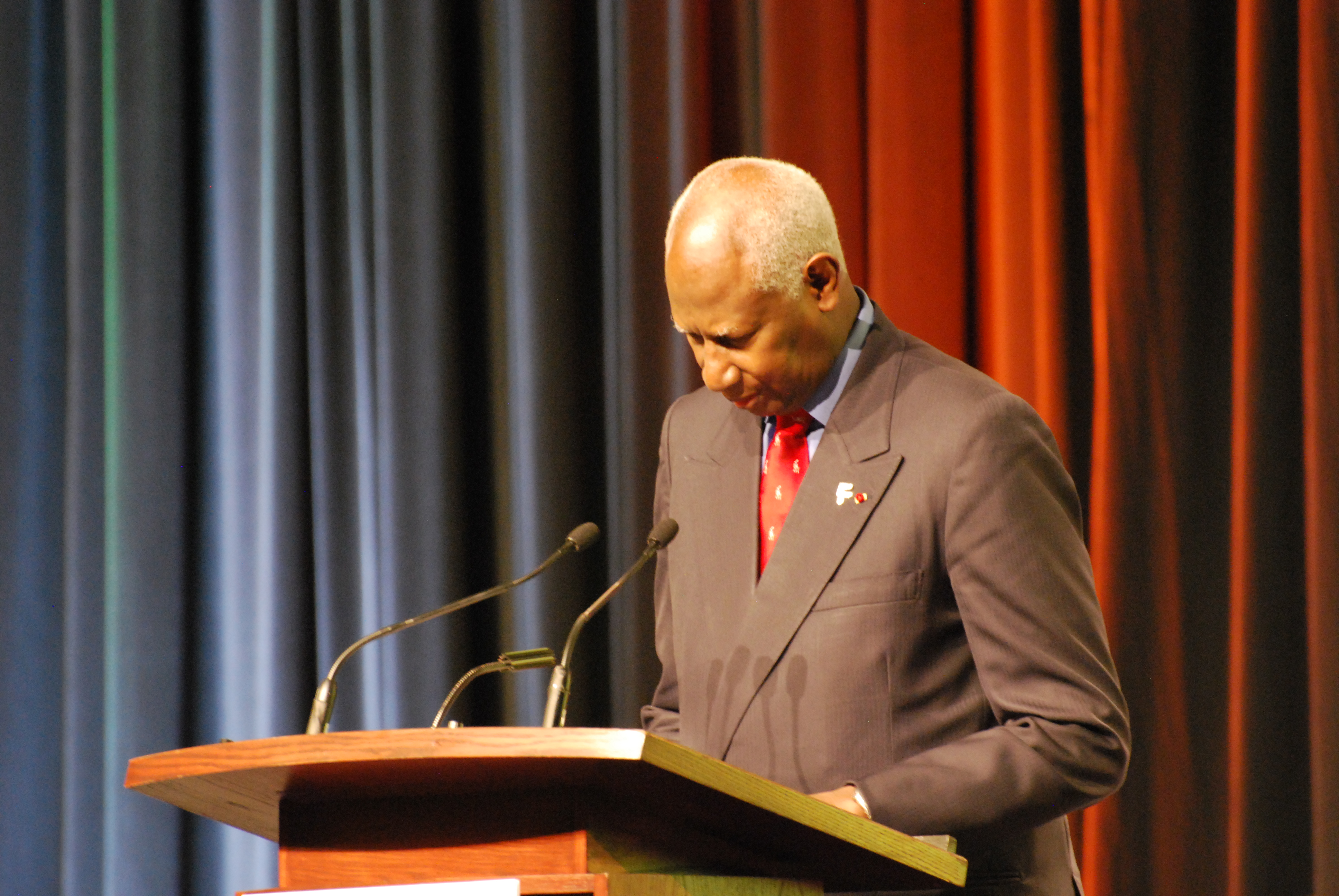
Abdou Diouf au Forum mondial de la langue française

Voté à l'unanimité en 2010 lors du XIIIe sommet de la Francophonie à Montreux en Suisse, la ville de Québec a été désignée pour recevoir le premier Forum mondial de la langue française en 2012. Selon Michel Audet, l'idée d'un Forum de la langue française « est parti d’un rêve que caressait depuis longtemps le secrétaire général de l’Organisation internationale de la francophonie, Abdou Diouf. Au-delà des intérêts politiques, culturels et économiques qui unissent les pays membres de l’OIF, le grand dénominateur commun est sans contredit l’usage de la langue française. »

## Éditions

### 2012
- Québec,  Canada : 2 au 6 juillet 2012

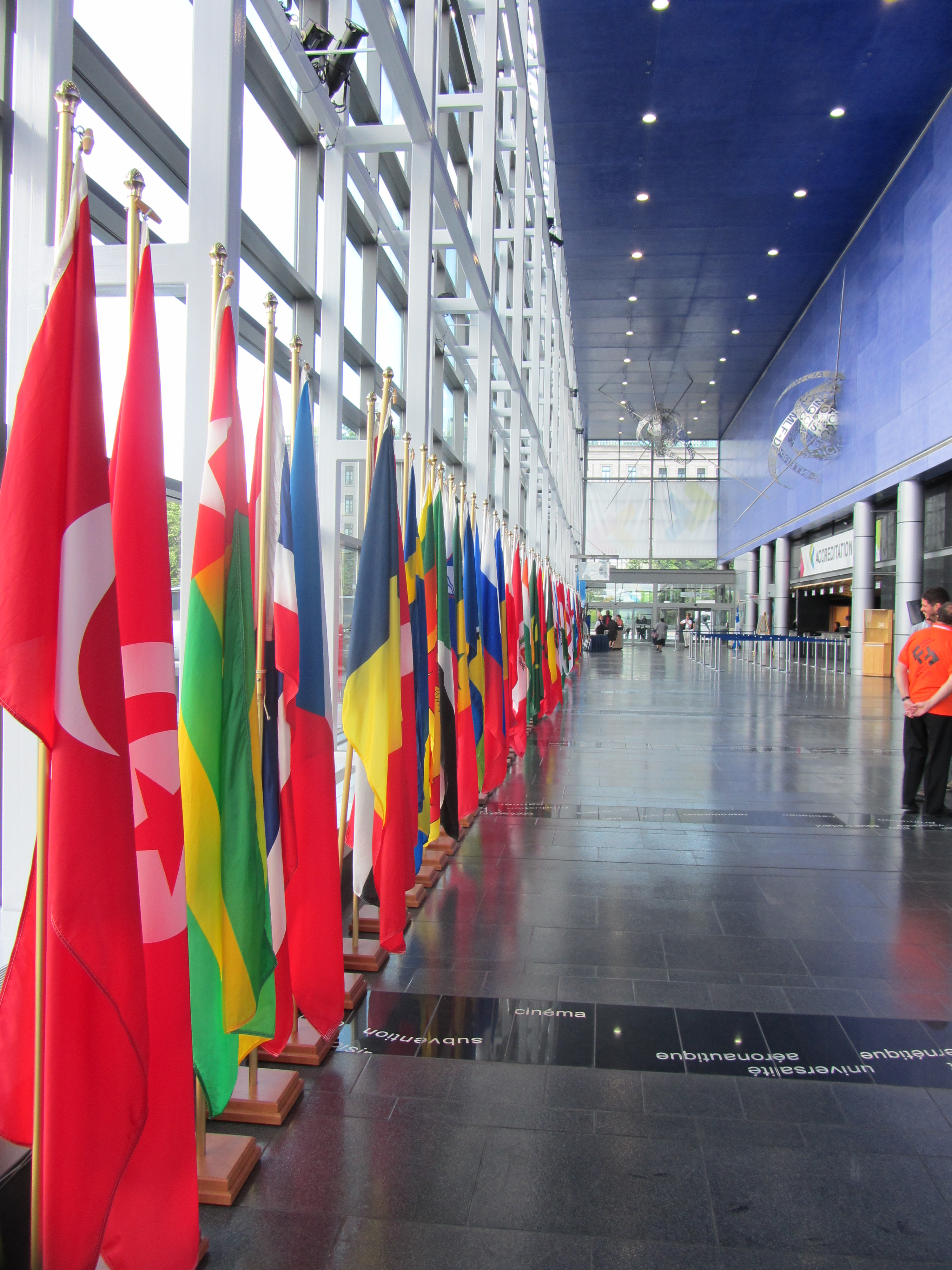
Drapeaux des nations présentes au premier Forum mondial de la langue française.

En préparation de l'évènement de juillet 2012, les responsables du Forum organisent également un programme appelé « Sur la route du Forum » qui est composé d'actions de toutes sortes mettant la lumière sur la francophonie. Dans ce cadre s'est notamment tenu du 24 novembre au 31 décembre 2011 le concours « J'aime leur parler » qui permettait aux internautes de voter pour les personnalités les plus inspirantes et représentatives de la Francophonie. Les personnalités ayant reçu le plus de votes sont Abdou Diouf, actuel Secrétaire général de l'Organisation internationale de la francophonie (OIF) et Dominique Hoppe, actuel Président de l'Assemblée des francophones fonctionnaires des organisations internationales (AFFOI) ; ils sont suivis par l'ancien président du Sénégal Léopold Sedar Senghor, l'écrivain poète Aimé Césaire et la chanteuse béninoise Angélique Kidjo.
Le forum s'est clôturé, notamment, par la lecture et la sanction d'un grand nombre de participants, de la « Déclaration des jeunes francophones et francophiles » de Québec 2012.

### 2015
- Liège,  Belgique: prévu pour 2015[5].